# Iulia Balíkina
Yúliya Balykina (belarús: Юлія Уладзіміраўна Балыкіна; Bulgan, Mongòlia, 12 d'abril de 1984 - Minsk, Belarús, finals d'octubre de 2015) va ser una atleta belarussa nascuda a Mongòlia que disputava la prova de 100 metres.

## Biografia
Va disputar els Jocs Olímpics de Londres 2012 en la prova de 100 metres. Va córrer en la segona sèrie, quedant en setena posició amb un temps d'11.70, i quedant en la posició 47 del sumari, quedant així eliminada per a les semifinals. També va disputar la prova de 4x100 metres al costat de Alina Talay, Katsiaryna Hanchar, i Elena Danilyuk-Nevmerzhytskaya, fent una marca total de 43.90 i quedant per tant eliminada per a la final. Balykina va donar positiu de drostanolone en un control antidopatge fora de competició al juny de 2013, sent per tant retirada dels camps d'atletisme per dos anys. El seu període de càstig va finalitzar el 24 de juliol de 2015.
El 16 de novembre de 2015 va ser trobada morta a Minsk als 31 anys. Balykina va desaparèixer el 28 d'octubre i el seu cos no va ser trobat fins al 16 de novembre, en un bosc proper a la capital belarussa. Fins ara, l'únic detingut com a sospitós de l'assassinat és l'exxicot de Yúliya.

## Marques personals
| Esdeveniment | Millor | Competició                            |
| ------------ | ------ | ------------------------------------- |
| 100 metres   | 11.39  | Campionat Europeu d'Atletisme de 2012 |